# Maria Kril
Maria Helena Kril z domu Myćka (ur. 1 lutego 1904 w Posadzie Olchowskiej, zm. 15 czerwca 1982 w Sanoku) – doktor filozofii, nauczycielka historii, radna Powiatowej i Miejskiej Rady Narodowej w Sanoku.

## Życiorys
Maria Helena Myćka urodziła się 1 lutego 1904 w Posadzie Olchowskiej, w pochodzącej z Łubna rodzinie Józefa (1874-1957, robotnik, majster w fabryce w Sanoku) i Julii z domu Fuksa (1878-1965). Jej rodzeństwem byli: Eugenia (ur. 1902), bliźnięta Stefania i Stanisław (ur. 1906), Emilia (1910-1992, stomatolog, która była jedną z lekarzy, udzielających w 1956 pomocy medycznej ks. prymasowi kard. Stefanowi Wyszyńskiemu, wówczas internowanemu w pobliskiej Komańczy, żona Zenona Chruszcza). Na początku XX wieku zamieszkiwała z rodziną przy ulicy Kolejowej w Sanoku.
Od 1915 kształciła się jako prywatystka (hospitantka) w C. K. Gimnazjum w Sanoku, po odzyskaniu przez Polskę niepodległości przemianowanym na Państwowe Gimnazjum, gdzie w 1922 ukończyła VIII klasę (w jej klasie byli m.in. Józef Bogaczewicz, Kazimierz Ochęduszko, Edward Szwed, Julian Zawadowski) i 10 czerwca tego roku zdała egzamin dojrzałości. Podczas nauki szkolnej należała do harcerstwa (w 1920 pracowała jako harcerka w szpitalu wojskowym). Ukończyła studia na Wydziale Humanistycznym Uniwersytetu Jana Kazimierza we Lwowie, uzyskując stopień doktora filozofii. W trakcie studiów należała do Akademickiego Koła Sanoczan (jego członkami byli m.in. Walerian Bętkowski, Józef Stachowicz, Stanisław Hroboni, Józef Kucharski, Marian Strzelbicki, Julian Puzdrowski).
Od 1928 pracowała jako nauczycielka w gimnazjum w Horodence. Od 1929 uczyła w Seminarium Nauczycielskim Żeńskim w Zamościu. Stamtąd z dniem 1 września 1934 została przeniesiona do Państwowego Gimnazjum Żeńskiego im. Unii Lubelskiej w Lublinie. Pracowała tam do wybuchu II wojny światowej w 1939. Po kampanii wrześniowej powróciła do Sanoka i w czasie trwającej okupacji niemieckiej 1939–1945 działała w ramach tajnego nauczania.
Po zakończeniu wojny pracowała jako nauczycielka historii w macierzystym gimnazjum w Sanoku, przemianowanym na I Państwową Szkołę Męską Stopnia Podstawowego i Licealnego (tzw. „jedenastolatka”). Od 1947 uczyła w Liceum Pedagogicznym w Sanoku aż do likwidacji tego zakładu. Ponadto pracowała w szkole podstawowej w dzielnicy Posada, w latach 1950-1952 w zespole szkół nr 6 (1950/1951) i nr 5 (1951/1952), później pod nazwą Technikum Mechaniczne w Sanoku, a obecnie Zespół Szkół nr 2 im. Grzegorza z Sanoka. Od 1959 uczyła historii w II Liceum Ogólnokształcącym w Sanoku. Była jednym z nielicznych nauczycieli w mieście legitymujących się z doktoratem. Po latach pochlebnie o Marii Kril wypowiedział się Józef Stachowicz, wskazując, że potrafiła „uczciwie przekazać zagadnienia historyczne w niełatwych czasach powojennych”.
Była radną Powiatowej i Miejskiej Rady Narodowej w Sanoku (w tym wybrana w 1954, w 1958). Pełniła funkcję zastępcy przewodniczącego lokalnego oddziału Frontu Jedności Narodu. W 1948 zaprotestowała przeciwko wnioskowi o przemianowani nazwy ulicy Kazimierza Lipińskiego, głównej arterii dzielnicy Posada, na ulicę Józefa Stalina (zmiana nie doszła do skutku), zaś powtórnie wyraziła sprzeciw wobec projektu przemianowania ulicy na nazwę Wielkiego Proletariatu. Zasiadała w Komisji Kulturalno-Oświatowej, od 1954 w Komisji Handlu. W 1954 zgłosiła wniosek o utworzenie spółdzielni mieszkaniowej w Sanoku, który został przyjęty przez radę. Była aktywna na posiedzeniach rady, nierzadko przedstawiając odważne wnioski. W latach 50. do 1957, ponownie od 1959 zasiadała w Kolegium Karno-Orzekającym. W listopadzie 1956 została wybrana członkiem obwodowej komisji wyborczej nr 2 w Sanoku.
Była zamężna z Janem Krilem. W 1949 była rozwiedziona, a jej syn Leszek po maturze w tym roku zmienił nazwisko z Kril na Nartowski (został operatorem filmowym, żył w latach 1931-1977). Po wojnie zamieszkiwała przy ulicy Ogrodowej 7 w Sanoku, a do końca życia przy ulicy Ignacego Daszyńskiego. Zmarła 15 czerwca 1982 w Sanoku wskutek urazu głowy. Została pochowana w grobowcu rodzinnym na cmentarzu przy ul. Jana Matejki w Sanoku 18 czerwca 1981.

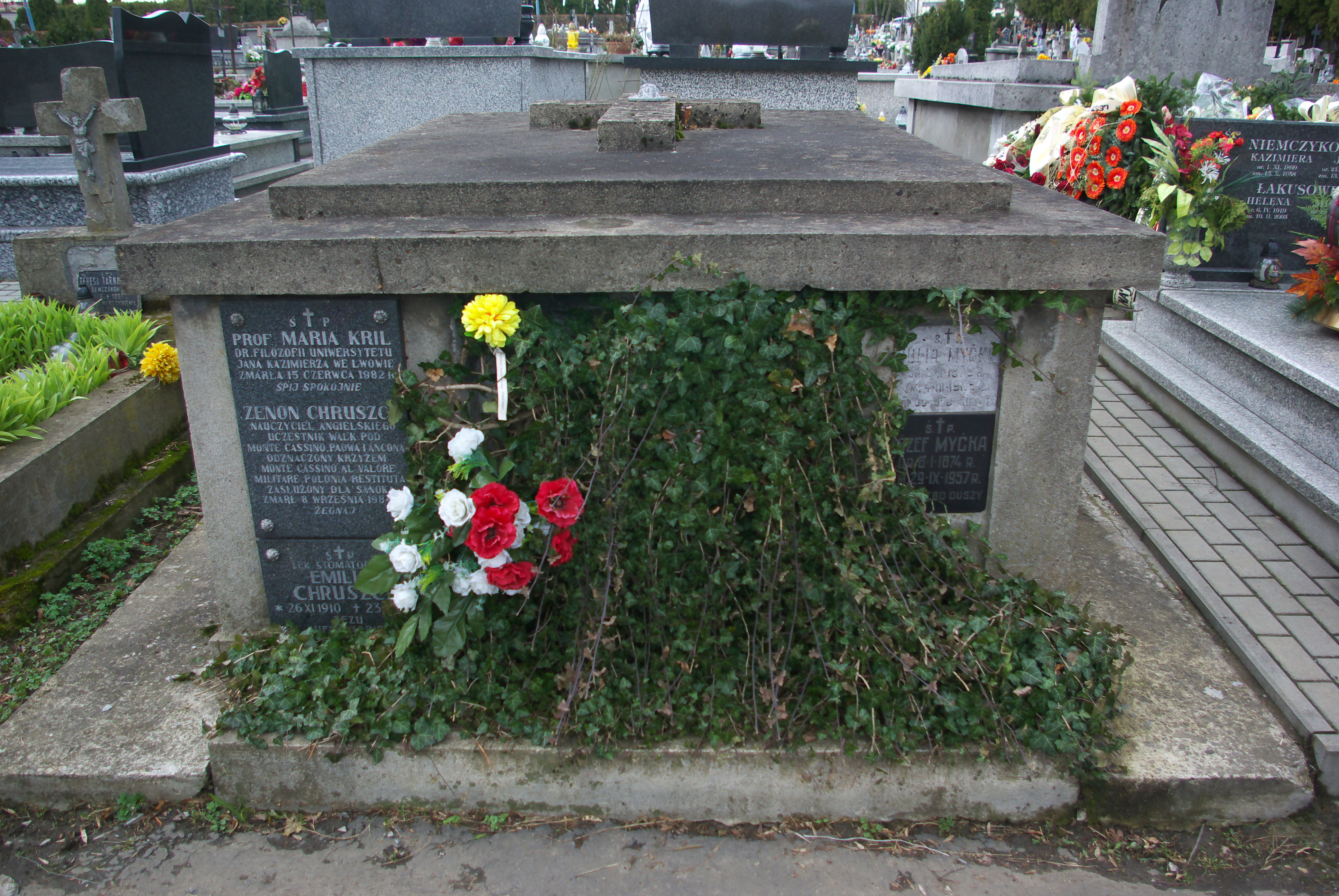
Grobowiec rodzin Myćków i Chruszczów w Sanoku

## Publikacje
- Księga pamiątkowa Gimnazjum Męskiego w Sanoku: 1888-1958 (udział w redakcji publikacji)[38][39]
  - Dorobek nauczycieli i uczniów Gimnazjum w Sanoku (s. 95-108)
  - Wspomnienia z lat szkolnych 1915-1922 (s. 260-262)

## Odznaczenia
- Odznaka 1000-lecia Państwa Polskiego[25]
- Złota Odznaka ZNP[25]